# Костанян, Геворг
Геворг Сурикович Костанян (арм. Գևորգ Կոստանյան; 4 октября 1977, Ереван) — генеральный прокурор Армении с 1 октября 2013 года по 4 августа 2016 года,депутат национального собрания Армении шестого созыва, государственный советник юстиции 2-го класса.

## Биография
Родился 4 октября 1977 года в Ереване в семье юриста.
С 1995 г. работал советником первой степени в Управлении по законодательным вопросам Министерства юстиции Армении
В 1999 году Г. Костанян с отличием окончил юридический факультет Ереванского государственного университета.
С 1999 по 2001 гг. проходил срочную службу в рядах Вооруженных сил Армении. 1 июня 2001 года Геворг Костанян был назначен советником министра юстиции Армении 1. В 2002 году Геворг Костанян окончил аспирантуру ЕГУ и защитил кандидатскую диссертацию на тему «Конституционно-правовой статус Национального собрания РА», получив ученую степень кандидата юридических наук.
С 2002 года Геворг Костанян преподает на юридическом факультете ЕГУ, доцент.
С 15 января 2003 года по 13 мая 2004 года Костанян работал в должности заместителя руководителя аппарата Министерства юстиции. С мая 2004 до 14 марта 2006 года Геворг Костанян вновь занимал должность советника министра юстиции.С 2004 года является полномочным представителем правительства Армении в Европейском суде по правам человека.В 2006 году Г. Костанян прошел курс обучения в Ноттингемском университете Великобритании.С марта 2006 года по июль 2008 Геворг Костанян занимал должность заместителя министра юстиции. 2 июля 2008 года он был назначен помощником Президента Республики Армения и, одновременно, председателем мониторинговой комиссии по борьбе с коррупцией 2.
12 января 2011 года указом президента Армении Геворг Костанян был назначен Военным прокурором, заместителем Генерального прокурора Армении.
26 сентября 2013 года Президент Армении Серж Саргсян выдвинул кандидатуру Военного прокурора Геворка Костаняна на пост Генерального прокурора республики .Согласно статье 103 Конституции Армении, Генерального прокурора по предложению президента республики назначает Национальное Собрание сроком на шесть лет. Одно и то же лицо не может назначаться Генеральным прокурором более чем два раза подряд.1 октября 2013 года кандидатура Геворга Костаняна была вынесена на утверждение Национального собрания Армении. Парламент тайным голосованием утвердил его в должности Генерального прокурора Республики Армения. Из 108 участвовавших в голосовании депутатов «за» проголосовали 103 человека , 3 — «против», воздержавшихся не было, два бюллетеня были признаны недействительными.
Геворг Костанян является автором десятка научных статей и монографий. По состоянию на октябрь 2013 года Костанян работает над докторской диссертацией в Институте философии и права АН РА на «Границы применения внутригосударственными судами конвенционных положений о справедливом судебном расследовании и неприкосновенности личности».
4 августа 2016 сложил с себя полномочия генерального прокурора в связи с проблемами со здоровьем. Президент Саргсян отставку принял.
18 января 2017 назначен советником президента Армении
2 апреля 2017 был избран депутатом  по пропорциональному списку республиканской партии Армении
17 мая 2017 освобожден от должностей советника президента Армении и полномочного представителя правительства Армении в ЕСПЧ
1 июня 2017 вновь назначен полномочным представителем правительства Армении в ЕСПЧ
20 января 2018 защитил докторскую диссертацию и получил степень доктора юридических наук

## Семья
Женат, имеет сына и дочь.Беспартийный. Владеет русским и английским языками.